# Lijst van litanieën en vespers van Mozart

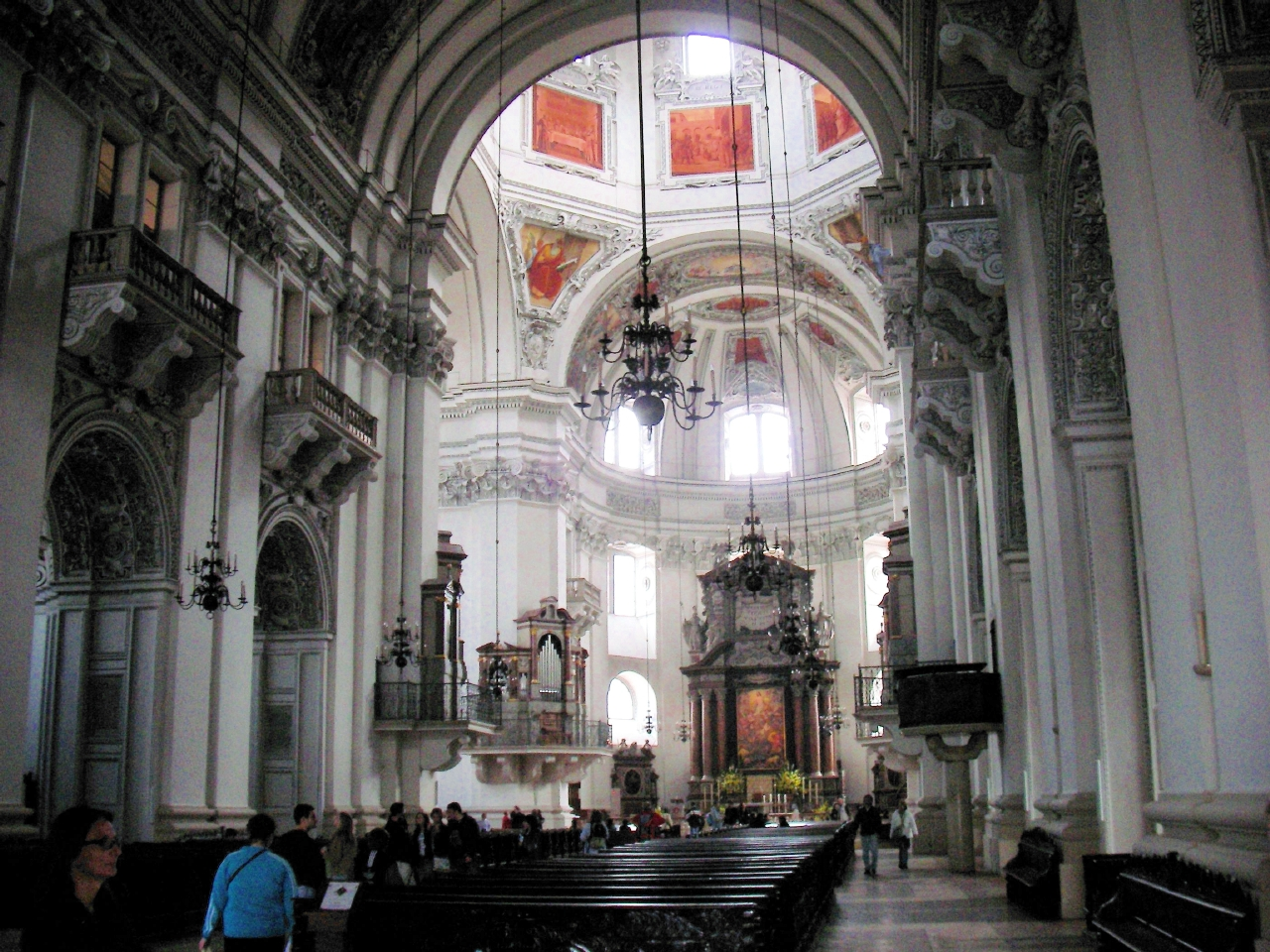
Dom van Salzburg

Mozart schreef een aantal religieuze werken die in de Köchelverzeichnis zijn ingedeeld in de groep Litanieën, vespers en vesperpsalmen. Ze zijn alle geschreven voor het bisschoppelijk hof van Salzburg.
- Een litanie is een smeekgebed in het Latijn, waarbij een solistische voorzanger de voorzinnen geeft en het koor met stereotiepe nazinnen (de refreinen) antwoordt.

Een bijzondere litanie is de litaniae lauretanae, waarvan Mozart er twee componeerde. Dit is de meest verbreide vorm van de litanieën voor de Maagd Maria en deze litanie is verbonden met het bedevaartsoord Loreto bij Ascona in Italië, de Santa Casa de Loreto.
De twee andere litanieën van Mozart zijn liturgische toonzettingen. Alle 4 de werken zijn jeugdwerken die dateren uit de periode 1771-1776; ze tonen zowel Italiaanse invloeden uit zijn reizen door Italië als die van Zelenka, maar ze passen in de traditie van Salzburg.
- De vespers is het avondgebed tussen 17-18 uur, onderdeel van de getijden. Er zijn drie vespercomposities van Mozart bekend:
  - één (KV. 193) omvat maar één enkele psalm (Dixit Dominus) en het Magnificat;
  - de andere twee (de Vesperae de Dominica en de Vesperae solemnes de confessore) zijn omvangrijker met elk de volledige vereiste serie van psalmen (Dixit Dominus (Psalm 110; De Heer spreekt tot mijn heer), Confitebor tibi Domine (Psalm 111; Ik wil de Heer loven met heel mijn hart), Beatus vir (Psalm 111; Machtig zijn de werken van de Heer), Laudate pueri Dominum (Psalm 113; Loof, dienaars van de Heer) en het Laudate Dominum omnes gentes (Psalm 117; Loof de Heer, alle volken) plus het Magnificat. De benaming Vesperae de Dominica is liturgisch onjuist, omdat voor de zondag het Laudate Dominum niet wordt opgenomen.[2] David Humphreys geeft hiervoor als mogelijkheid de lakse 18e-eeuwse praktijk, die afwijking toestond van de strikte eisen van de liturgie.[3]

## Lijst van litanieën, vespers en vesperpsalmen
| KV         | naam                                      | toonaard | bezetting | plaats en datum van compositie | opmerkingen |
| ---------- | ----------------------------------------- | -------- | --- | ------------------------------ | --- |
| 109 (74e)  | Litaniae Lauretanae BVM                   | Bes      | S.A.T.B. soli, SATB, [3 trombones], 2 violen, bas, orgel                                                          | Salzburg, mei 1771             | autograaf |
| 125        | Litaniae de venerabili alteris sacramento | Bes      | S.A.T.B soli - SATB, 2 hobo's/[fluiten ter verdubbeling], 2 hoorns, 2 trompetten, (3 trombones), strijkers, orgel | Salzburg, maart 1772           | autograaf; eerste versie met 9 maten van het Viaticum is bewaard gebleven in autograaf, het Pignus is ingekort. voor een latere uitvoering |
| 195 (186d) | Litaniae Lauretanae BVM                   | D        | S.A.T.B soli, SATB, 2 hobo's, 2 hoorns, [3 trombones], strijkers, orgel                                           | Salzburg, tegen mei 1774       | autograaf |
| 193 (186g) | Dixit Dominus en Magnificat               | C        | S.T soli, SATB, 2 trompetten, 3 trombones, pauken, 2 violen, bas, orgel                                           | Salzburg, juli 1774            | autograaf |
| 243        | Litaniae de venerabili altaris sacramento | Es       | S.A.T.B soli, SATB, 2 hobo's/[2 fluiten ter verdubbeling], 2 fagotten, 2 hoorns, 3 trombones, strijkers, orgel    | Salzburg, maart 1776           | autograaf; Kyrie begonnen eind 1774/begin 1775, de rest waarschijnlijk jaar later gecomponeerd                                             |
| 321        | Vesperae de Dominica'                     | C        | S.A.T.B soli, SATB, [fagot], 2 trompetten, [3 trombones], pauken, 2 violen, bas, orgel                            | Salzburg, 1779                 | autograaf |
| 339        | Vesperae solemnes de confessore           | C        | S.A.T.B soli, SATB, [fagot], 2 trompetten, [3 trombones], pauken, 2 violen, bas, orgel                            | Salzburg, 1780                 | autograaf |

## Geselecteerde discografie
- Litaniae Lauretanae BVM, KV 109, Solisten, Arnold Schoenberg Koor en Concentus musicus Wien o.l.v. Nikolaus Harnoncourt (met diverse korte religieuze werken) (Teldec-Das alte Werk, 4509-96147-2)
- Litaniae Lauretanae BVM, KV 195, Solisten, Arnold Schoenberg Koor en Concentus musicus Wien o.l.v. Nikolaus Harnoncourt (met Kyrie KV 341, Dixit Dominus en Magnificat KV 193 en de Missa brevis KV 275) (Teldec-Das alte Werk, 4509-93025-2)
- Litaniae de venerabili altaris sacramento, KV 125, Solisten, Arnold Schoenberg Koor en Concentus musicus Wien o.l.v. Nikolaus Harnoncourt (met de Missa solemnis KV 337 en Regina coeli KV 276) (Teldec-Das alte Werk, 4509-90494-2)
- Litaniae de venerabili altaris sacramento, KV 243, Solisten, Arnold Schoenberg Koor en Concentus musicus Wien o.l.v. Nikolaus Harnoncourt (met de Credomis KV 257) (Teldec-Das alte Werk, 9031-72304-2)
- Dixit Dominus en Magnificat, KV 193 (zie Litaniae Lauretanae KV 195)
- Vesperae de Dominica, KV 321, Solisten, Arnold Schoenberg Koor en Concentus musicus Wien o.l.v. Nikolaus Harnoncourt (met de Missa KV 66) (Teldec-Das alte Werk, 2292-46469-2)
- Vesperae solemnes de confessore, KV 339:
  - Solisten, Arnold Schoenberg Koor, Choralschola der Wiener Hofburgkapelle en Concentus musicus Wien o.l.v. Nikolaus Harnoncourt (met het Ave Verum KV 618, Exsultate jubilate KV 165 en de Kroningsmis KV 317) (Teldec-Elatus, 2564 61298-2)
  - Solisten, Winchester Cathedral Choir, Winchester College Quiristers en The Academy of Ancient Music o.l.v. Christopher Hogwood (Decca-Éditions L'Oiseau-Lyre, 436 585-2)
  - Solisten en The English Consort and Choir o.l.v. Trevor Pinnock (met Kroningsmis KV 317 en Exsultate jubilate KV 165)(DGG-Archiv 445 353 2)